# Нови-Садское телевидение

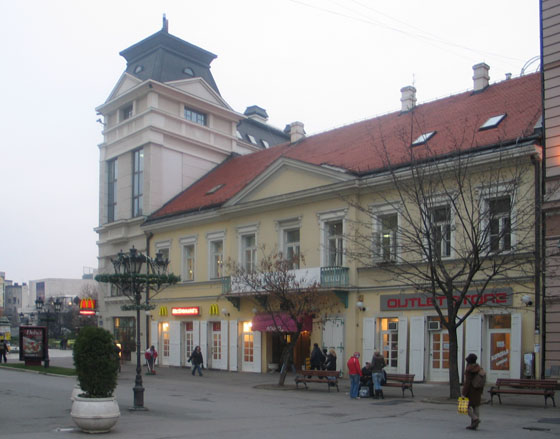
Бизнес-центр «Аполло», в здании которого располагается телецентр Нови-Садского телевидения

Нови-Садское телевидение (серб. Новосадска телевизија), до 2010 года ТВ Аполло (серб. ТВ Аполо) — городской телеканал Нови-Сада.

## История
Городской информационный центр «Аполло» образован решением Скупщины Нови-Сада от 13 сентября 1999, куда входили телецентр, радиостанция и газета. Целью создания центра было обеспечение жителей города постоянной информацией о событиях в городе, стране и мире. Телеканал «Аполло» стал основным источником телеинформации из центра, 5 июля 2010 он был переименован в Нови-Садское телевидение.

## Сетка вещания
Основу сетки вещания телеканала составляют информационные программы и ток-шоу. Также показываются научно- и культурно-просветительские программы, спортивные передачи, музыкально-развлекательные программы, а также транслируются отечественные и зарубежные фильмы и сериалы.